# Grand site de France

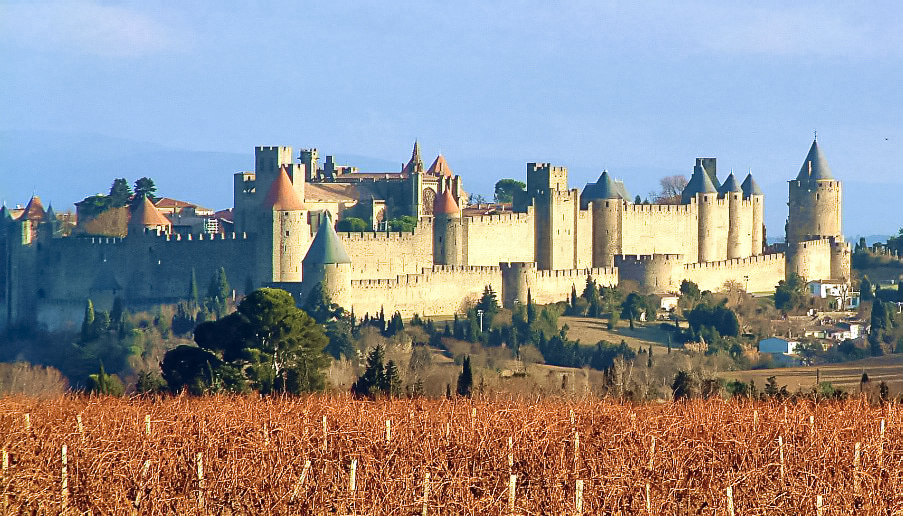
La città di Carcassonne.

L'appellativo Grand site de France (usata anche la variante localistica Grand site national) individua in Francia un certo numero di luoghi di gran fama o a forte carica simbolica — e per questo anche molto frequentati — avendo come oggetto l'attuazione di misure per il restauro dello spazio naturale e la sua gestione durevole legata allo sviluppo locale, in applicazione della politica dei Grandi luoghi iniziata nel 1977.

## Descrizione

Mont Saint-Michel

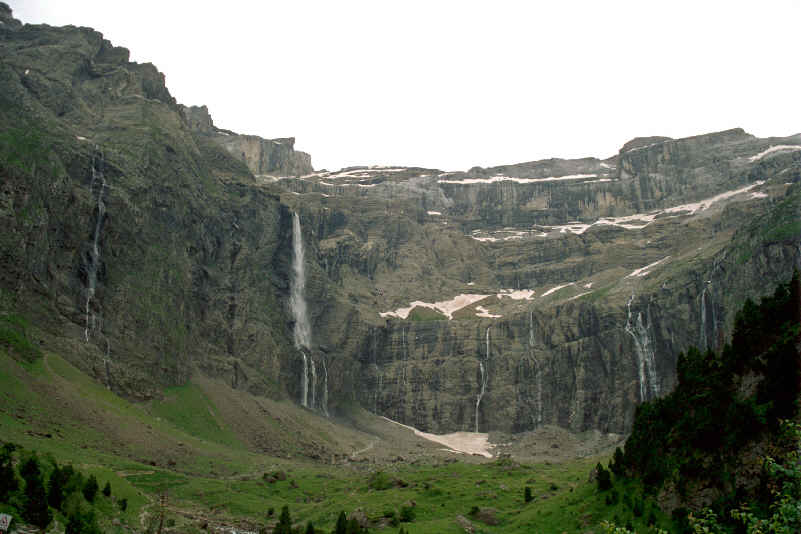
Cirque de Gavarnie

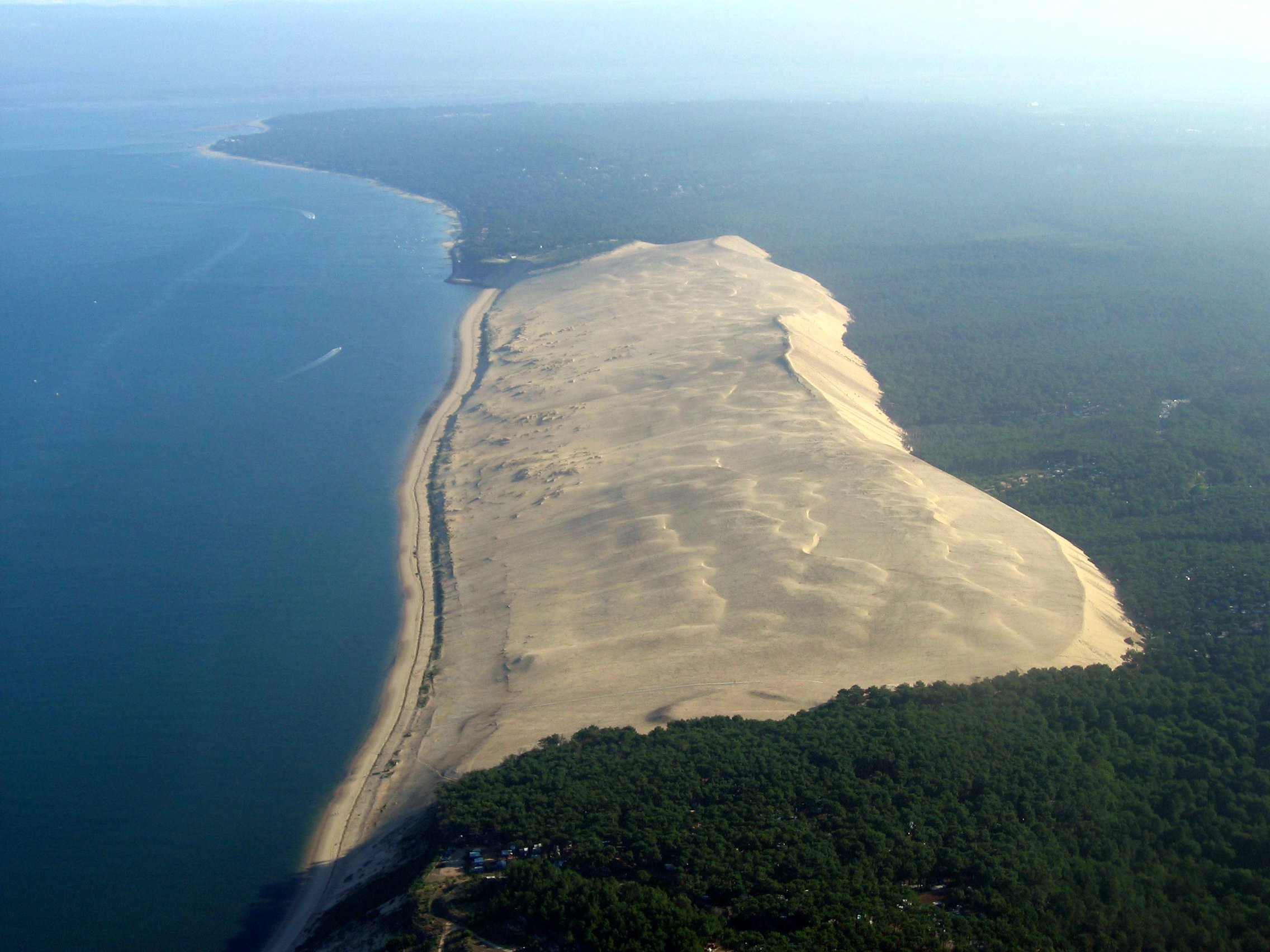
La duna del Pyla

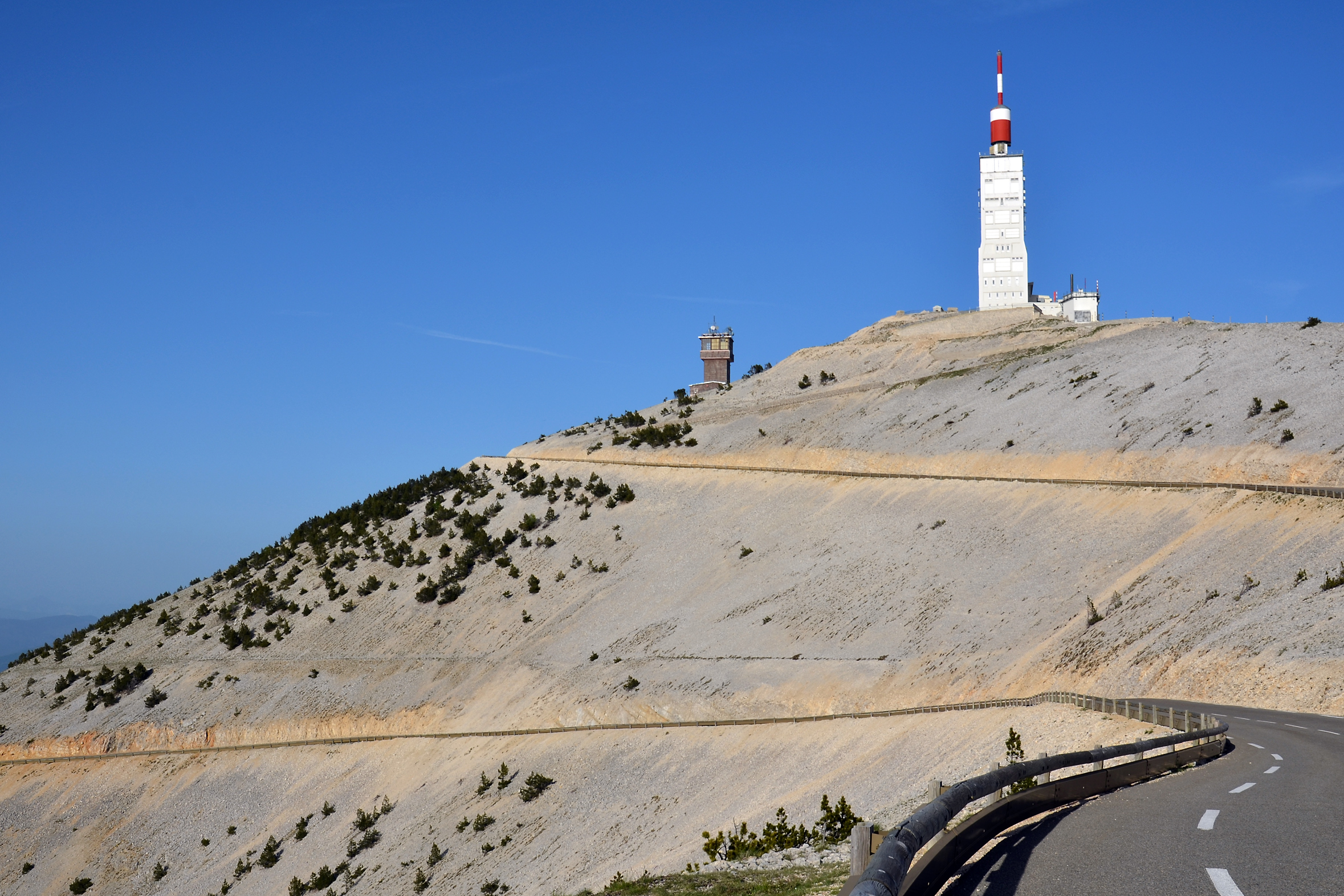
Monte Ventoux

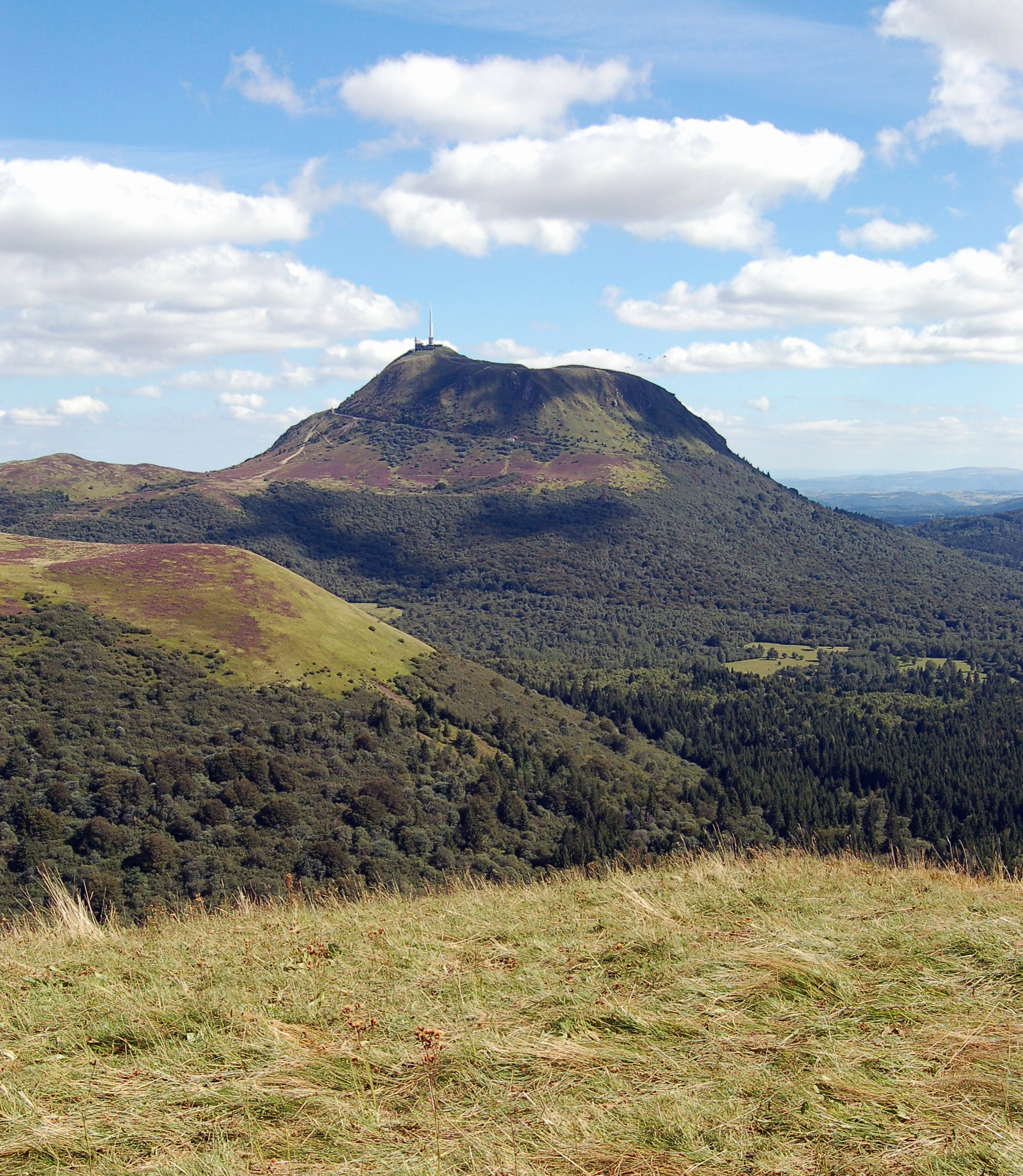
Puy de Dome

Fino al 1989, questa politica non diede luogo a interventi macroscopici. Lo Stato infatti si augurava che fosse sufficiente responsabilizzare le realtà locali, ma da quella data il Ministero della Pianificazione territoriale e dell'Ambiente iniziò ad interessarsi direttamente del progetto consentendo ad oggi di annoverare all'interno della rete dei Grand site national, 32 perle di bellezza della Francia.

### Elenco
Elenco dei 32 Grands Sites facenti parte del circuito del Grands Sites di Francia:
1. Abbazia di Beauport
2. Aven d'Orgnac
3. Baia della Somme
4. Baia di Mont Saint-Michel
5. Bibracte sul Monte Beuvray
6. Camargue gardoise (Camargue del Gard)
7. Cap d'Erquy e Cap Fréhel
8. Cirque de Gavarnie
9. Cirque de Navacelles
10. Cirque de Sixt Fer à Cheval
11. Centro di Carcassonne
12. Domaine du Rayol, Le Jardin des Méditerranées
13. Duna del Pyla
14. Gole del Gardon
15. Gole del Tarn e della Jonte
16. Gole del Verdon
17. I due capi, Blanc-Nez, Gris-Nez
18. Palude e piazzaforte di Brouage
19. Palude di Poitevin
20. Pic du Canigou
21. Massif dunaire de Gâvres-Quiberon
22. Mont Ventoux
23. Montagne Sainte-Victoire
24. Pointe des Châteaux
25. Pointe du Raz
26. Pont du Gard
27. Puy de Dôme
28. Puy Mary - Volcan du Cantal
29. Rocamadour
30. Roche de Solutré, Solutré-Pouilly
31. Saint-Guilhem-le-Désert e le Gole dell'Hérault
32. Valle della Clarée
33. Valle dell'Erdre
34. Marais Salants de Guérande